# Taylor Heinicke
Taylor Heinicke (Lawrenceville, 15 marzo 1993) è un giocatore di football americano statunitense che milita nel ruolo di quarterback per i Los Angeles Chargers della National Football League (NFL).

## Carriera

### Primi anni
Dopo non essere stato scelto nel Draft NFL 2015 Heinicke firmò con i Minnesota Vikings. Vi rimase fino al 2017, non scendendo mai in campo. Nello stesso anno giocò anche con i New England Patriots e gli Houston Texans, disputando con questi ultimi la prima gara come professionista subentrando a T.J. Yates dopo che subì una commozione cerebrale il 25 dicembre 2017 contro i Pittsburgh Steelers.

### Carolina Panthers
Il 16 aprile 2018 Heinicke firmò con i Carolina Panthers. Fu nominato titolare per la gara della settimana 16 della stagione 2018 dopo che Cam Newton aggravò un precedente infortunio alla spalla. In quella partita contro gli Atlanta Falcons completò 33 passaggi su 53 tentativi per 274 yard, un touchdown e tre intercetti subiti prima di lasciare il campo per un infortunio a un gomito. Il 26 dicembre 2018 fu inserito in lista infortunati chiudendo la stagione.

### Washington Football Team/Commanders
Nella primavera del 2020 Heinicke fece parte del roster dei St. Louis Battlehawks senza mai scendere in campo. L'8 dicembre 2020 firmò con la squadra di allenamento del Washington Football Team. Prima di firmare era in procinto di terminare gli studi di ingegneria al college. Il 19 dicembre fu promosso nel roster attivo. Disputò la sua prima partita nella settimana 16 contro i suoi ex Carolina Panthers dopo che il quarterback titolare Dwayne Haskins fu messo in panchina nel quarto periodo. Heinicke completò 12 passaggi su 19 per 137 yard e un touchdown nella sconfitta per 20–13. In seguito partì come titolare nella gara del primo turno di playoff contro i Tampa Bay Buccaneers dopo che Alex Smith dovette rinunciare per un problema a un polpaccio. In quella partita completò 26 passaggi su 44 per 306 yard, con un touchdown passato, un intercetto e un touchdown su corsa nella sconfitta per 31–23.
Nel primo turno della stagione 2021 Heinicke subentrò all'infortunato titolare Ryan Fitzpatrick nel secondo quarto passando 122 yard e un touchdown nella sconfitta di misura contro i Los Angeles Chargers. Partito come titolare il giovedì successivo, guidò la sua squadra alla vittoria sui New York Giants per 30-29 con 336 yard passate, 2 touchdown e un intercetto.  Rimase titolare per il resto della stagione, passando 3.419 yard, 20 touchdown e 15 intercetti.
Nel 2022 per le prime sei settimane fu la riserva del nuovo acquisto Carson Wentz, finché questi non si fratturò un pollice contro i Chicago Bears, così Heinicke tornò titolare a partire dal settimo turno, in cui guidò i suoi alla vittoria sui Green Bay Packers con 201 yard passate, 2 touchdown e un intercetto. La settimana successiva completò 23 passaggi su 31 per 279 yard, con un touchdown e un intercetto, nella vittoria per 17-16 contro gli Indianapolis Colts. Nel turno che seguì passò 149 yard, 2 touchdown e un intercetto nella sconfitta di misura contro i suoi ex Minnesota Vikings. Nei turni successivi giocò bene, riportando i Commanders in orbita playoff finché nella settimana 16 fu messo in panchina nel quarto periodo contro i San Francisco 49ers mentre gli avversari erano in vantaggio per 30-14. Dal turno successivo Wentz fu nominato di nuovo titolare.

### Atlanta Falcons
Il 14 marzo 2023 Heinicke firmó con gli Atlanta Falcons. La squadra gli preferì come titolare il quarterback al secondo anno Desmond Ridder ma Heinicke gli subentró dopo un'altra prestazione negativa alla fine del primo tempo della gara dell'ottavo turno. Dopo che i Falcons avevano segnato solo 3 punti nella prima frazione, guidò Atlanta a segnarne 20 nel secondo tempo, non sufficienti tuttavia a completare la rimonta contro i Tennessee Titans. Dalla gara successiva fu nominato titolare. Nella prima partita in quel ruolo passò 268 yard e subì un intercetto nella sconfitta con i Minnesota Vikings. La settimana successiva passò solamente 55 yard e un touchdown, uscendo nel finale per infortunio, nella sconfitta contro gli Arizona Cardinals. Nel tredicesimo turno Ridder tornò a partire come titolare.
Dopo due prestazioni negative di Ridder, Heinicke tornò titolare nel sedicesimo turno passando 229 yard e un touchdown nella vittoria sugli Indianapolis Colts. Nell'ultimo turno, con la squadra ancora in corsa per i playoff, Heinicke, infortunato, fu costretto a cedere il posto a Ridder.

### Los Angeles Chargers
Il 28 agosto 2024 i Falcons scambiarono Heinicke con i Los Angeles Chargers per una scelta del sesto giro del Draft 2025.